# Мінога Занадрея
Мінога Занадрея (Lethenteron zanandreai) — вид круглоротих риб родини міногових.

## Опис
Тіло конічне циліндричне, довжина максимум 26 см. Шкіра має синюшний колір. Спина зеленувато-сіра, з жовтуватими відтінками по боках. Вентральна сторона білувата. У ротовій порожнині є кілька тупих губних зубів, розташованих групами: 5 зубів на пластині внизу щічного отвору, 2 зуби на серединній бічній пластині. Хвостовий плавець з'єднаний з другим спинним плавцем.

## Поширення
Вид поширений у річках басейну Адріатичного моря. Мешкає у басейнах річкок По і Соча (Італія, Швейцарія, Словенія), Езіно та Потенца в Центральній Італії, Мирна (Хорватія) та Неретва (Боснія і Герцеговина, Хорватія).

## Спосіб життя
Прісноводний вид. Трапляється в чистій, холодній воді, як правило, біля джерел над мулистим або піщаним дном. Розмноження відбувається з січня по червень. Самиця відкладає яйця (до 1500—2000) у порожнину в болоті, личинки вилуплюються приблизно через три тижні. Личинки (піскорийки) мешкають у багатих відходами пісках або глинистих відкладах. Личинки при народженні і в перші роки життя сліпі і беззубі. Через 4,5 років вони зазнають метаморфозу — з'являються очі і зуби, а кишкова система дегенерує. З цього моменту вони більше не харчуються, присвячуючи решту свого короткого дорослого життя розмноженню.

## Охорона
На більшій частині ареалу стан природних популяцій виду залишається більш-менш стабільним. Але в окремих регіонах спостерігається тенденція до зниження чисельності популяції виду. Тому мінога Занадрея занесена до Додатку 2 Бернської конвенції (охоронна категорія: вид підлягає особливій охороні), а також до Директиви Європейського Союзу 92/43/ЄС «Про збереження природних оселищ та видів природної фауни і флори» (Додаток II. Види рослин і тварин, що становлять особливий інтерес для Європейського Союзу, збереження яких потребує створення територій особливої охорони).